# Línea 539 (Interurbanos Madrid)
La línea 539 de la red de autobuses interurbanos de Madrid comunica El Álamo con Madrid, llegando hasta el intercambiador de Príncipe Pío.

## Características
Fue puesta en servicio el 2 de junio de 2008, con el objetivo de unir El Álamo con la capital. El trayecto tiene una duración de 60 minutos entre cabeceras.
La línea mantiene los mismos horarios todo el año (exceptuando las vísperas de festivo y festivos de Navidad).
Está operada por la empresa Arriva Madrid mediante la concesión administrativa VCM-501 - Madrid – Batres (Viajeros Comunidad de Madrid) del Consorcio Regional de Transportes de Madrid.
Desde el miércoles 15 de enero de 2025, la línea se vio modificada como consecuencia del soterramiento del Paseo de Extremadura, acortando su recorrido hasta Cuatro Vientos, donde los autobuses del corredor 5 tendrán su cabecera provisional mientras duren las obras.

## Horarios
| Lunes a viernes laborables | Lunes a viernes laborables | Sábados laborables, domingos y festivos | Sábados laborables, domingos y festivos |
| Madrid > El Álamo          | El Álamo > Madrid          | Madrid > El Álamo                       | El Álamo > Madrid                       |
| 07:30                      | 06:00                      | 07:30                                   | 07:30                                   |
| 08:30                      | 06:30                      | 08:30                                   | 08:30                                   |
| 09:30                      | 06:45                      | 09:30                                   | 09:30                                   |
| 10:30                      | 07:00                      | 10:30                                   | 10:30                                   |
| 11:30                      | 07:30                      | 11:30                                   | 11:30                                   |
| 12:30                      | 08:00                      | 12:30                                   | 12:30                                   |
| 13:30                      | 08:30                      | 13:30                                   | 13:30                                   |
| 14:30                      | 09:30                      | 14:30                                   | 14:30                                   |
| 15:00                      | 10:30                      | 15:30                                   | 15:30                                   |
| 15:30                      | 11:30                      | 16:30                                   | 16:30                                   |
| 16:00                      | 12:30                      | 17:30                                   | 17:30                                   |
| 16:30                      | 13:30                      | 18:30                                   | 18:30                                   |
| 17:00                      | 14:00                      | 19:30                                   | 19:30                                   |
| 17:30                      | 14:30                      | 20:30                                   | 20:30                                   |
| 18:00                      | 15:00                      | 21:30                                   | 21:30                                   |
| 18:30                      | 15:30                      | 22:30                                   | 22:30                                   |
| 19:00                      | 16:00                      | 23:30                                   |                                         |
| 19:30                      | 16:30                      |                                         |                                         |
| 20:30                      | 17:00                      |                                         |                                         |
| 21:30                      | 17:30                      |                                         |                                         |
| 22:30                      | 18:00                      |                                         |                                         |
| 23:30                      | 18:30                      |                                         |                                         |
|                            | 19:30                      |                                         |                                         |
| 20:30                      |                            |                                         |                                         |
| 21:30                      |                            |                                         |                                         |
| 22:30                      |                            |                                         |                                         |

## Recorrido y paradas
NOTA: Debido a las obras de soterramiento de la autovía A-5, las paradas sombreadas en rojo se encuentran fuera de servicio, desde el 15 de enero de 2025 hasta fin de obras.

### Sentido El Álamo
| Código | Parada                                      | Común con                                                                                         | Conexiones con Metro y Cercanías | Municipio    | Zona |
| ------ | ------------------------------------------- | ------------------------------------------------------------------------------------------------- | -------------------------------- | ------------ | ---- |
| 17051  | Intercambiador de Príncipe Pío (dársena 6)  |                                                                                                   | Príncipe Pío                     | Madrid       |      |
| 881    | Paseo de Extremadura-El Greco               | 36 39 65 511 512 513 514 516 518 521 522 523 524 525 528 534 538 541 545 546 547 548 551 581      |                                  | Madrid       |      |
| 892    | Campamento                                  | 36 39 495 511 512 513 514 516 518 521 522 523 524 525 528 534 538 541 545 546 547 548 551 573 581 | Campamento                       | Madrid       |      |
| 50055  | P.º Extremadura - Cuatro Vientos            | 495 511 512 513 514 516 517 518 521 522 523 524 525 528 534 538 551 560 581                       | Cuatro Vientos                   | Madrid       |      |
| 08376  | Ctra. A-5 - Museo del Aire y del Espacio    | 511 512 513 514 516 517 518 521 522 523 524 525 528 534 538 560                                   |                                  | Madrid       |      |
| 08638  | Ctra. A-5 - C.C. Madrid Xanadú              | 528 529 529A 529H 531 531A 535 538 541 545 546 547 548                                            |                                  | Móstoles     |      |
| 08953  | Dehesa Mari Martín - Pol. Ind. Alparrache I | 528 529 529A 531 531A                                                                             |                                  | Navalcarnero |      |
| 15323  | San Damián - Felix Serrano del Real         | 529 529A 1                                                                                        |                                  | Navalcarnero |      |
| 15322  | Estrella - Tvra. San Roque                  | 529 529A 1                                                                                        |                                  | Navalcarnero |      |
| 15320  | Estrella - Luna                             | 529 529A 1                                                                                        |                                  | Navalcarnero |      |
| 08962  | Ctra. M404 - Las Granjas                    | 529 529A                                                                                          |                                  | Navalcarnero |      |
| 09708  | Mártires - Residencia 3.ª Edad              | 529 529A                                                                                          |                                  | El Álamo     |      |
| 07392  | Mártires - Espino                           | 529 529A                                                                                          |                                  | El Álamo     |      |
| 15344  | Av. Madrid - Caño Viejo                     | 529 529A                                                                                          |                                  | El Álamo     |      |
| 15345  | Av. Madrid - Libertad                       | 529 529A                                                                                          |                                  | El Álamo     |      |
| 17601  | C.º Madrid - C.º La Veredilla               |                                                                                                   |                                  | El Álamo     |      |
| 17604  | Av. Madrid - C.º Madrid                     |                                                                                                   |                                  | El Álamo     |      |

### Sentido Madrid
| Código                                                      | Parada                                     | Común con                                                                                  | Conexiones con Metro y Cercanías | Municipio    | Zona |
| ----------------------------------------------------------- | ------------------------------------------ | ------------------------------------------------------------------------------------------ | -------------------------------- | ------------ | ---- |
| 17604                                                       | Av. Madrid - C.º Madrid                    |                                                                                            |                                  | El Álamo     |      |
| 17602                                                       | C.º Madrid - La Pacheca                    |                                                                                            |                                  | El Álamo     |      |
| 15339                                                       | Av. Madrid - Tvra. del Bronce              | 529 529A                                                                                   |                                  | El Álamo     |      |
| 15340                                                       | Av. Madrid - Soledad                       | 529 529A                                                                                   |                                  | El Álamo     |      |
| 07391                                                       | Mártires - Los Pocillos                    | 529 529A                                                                                   |                                  | El Álamo     |      |
| 09709                                                       | Mártires - Residencia 3.ª Edad             | 529 529A                                                                                   |                                  | El Álamo     |      |
| 08961                                                       | Ctra. M404 - Las Granjas                   | 529 529A                                                                                   |                                  | Navalcarnero |      |
| La expedición directa NO realiza las siguientes paradas:    |                                            |                                                                                            |                                  |              |      |
| 11451                                                       | San Roque - Galileo                        | 528 529 529A 529H 530                                                                      |                                  | Navalcarnero |      |
| 17593                                                       | Estrella - Luna                            | 529 529A 1                                                                                 |                                  | Navalcarnero |      |
| 15321                                                       | Estrella - C. C. El Olivar                 | 529 529A 1                                                                                 |                                  | Navalcarnero |      |
| 16794                                                       | Félix Serrano del Real - San Damián        | 529 529A 1                                                                                 |                                  | Navalcarnero |      |
| 08950                                                       | Constitución - Félix Serrano del Real      | 528 529 529A 531 531A 1                                                                    |                                  | Navalcarnero |      |
| 08954                                                       | Constitución - Ctra. A5                    | 528 529 529A 531 531A                                                                      |                                  | Navalcarnero |      |
| 08639                                                       | Ctra. A-5 - C.C. Madrid Xanadú             | 528 529 529A 529H 531 531A 535 538 541 545 546 547 548                                     |                                  | Móstoles     |      |
| La expedición directa vuelve a realizar paradas desde AQUÍ: |                                            |                                                                                            |                                  |              |      |
| 08377                                                       | Ctra. A-5 - Museo del Aire y del Espacio   | 511 512 513 514 516 517 518 521 522 523 524 525 528 534 538 560                            |                                  | Madrid       |      |
| 08464                                                       | P.º Extremadura - Cuatro Vientos           | 495 511 512 513 514 516 517 518 521 522 523 524 525 528 534 538 551 560 581                | Cuatro Vientos                   | Madrid       |      |
| 893                                                         | Campamento                                 | 39 495 511 512 513 514 516 518 521 522 523 524 525 528 534 538 541 545 546 547 548 551 581 | Campamento                       | Madrid       |      |
| 885                                                         | Surbatán                                   | 36 39 511 512 513 514 516 518 521 522 523 524 525 528 534 538 541 545 546 547 548 551 581  |                                  | Madrid       |      |
| 17051                                                       | Intercambiador de Príncipe Pío (dársena 6) |                                                                                            | Príncipe Pío                     | Madrid       |      |